# Социален показател
Социален показател е мярка, обикновено статистическа, която предава цифрова стойност на абстрактни социални определения и дава информация за конкретни аспекти от социалната реалност, с цел проучвания или за създаване, мониторинг и одобрение на програми и държавни политики.